# 2007年8月臺灣
| << | 2007年8月 （民國96年） | >> |    |    |    |    |
| \| 日 \| 一 \| 二 \| 三 \| 四 \| 五 \| 六 \| \| \| \| \| 1 \| 2 \| 3 \| 4 \| \| 5 \| 6 \| 7 \| 8 \| 9 \| 10 \| 11 \| \| 12 \| 13 \| 14 \| 15 \| 16 \| 17 \| 18 \| \| 19 \| 20 \| 21 \| 22 \| 23 \| 24 \| 25 \| \| 26 \| 27 \| 28 \| 29 \| 30 \| 31 \| \| \| \| \| \| \| \| \| \| |                        |    |    |    |    |    |
| 臺灣新聞動態／維基新聞 |                        |    |    |    |    |    |
| 世界／中国大陆／臺灣 |                        |    |    |    |    |    |
| 日 | 一                     | 二 | 三 | 四 | 五 | 六 |
| |                        |    | 1  | 2  | 3  | 4  |
| 5 | 6                      | 7  | 8  | 9  | 10 | 11 |
| 12 | 13                     | 14 | 15 | 16 | 17 | 18 |
| 19 | 20                     | 21 | 22 | 23 | 24 | 25 |
| 26 | 27                     | 28 | 29 | 30 | 31 |    |
| |                        |    |    |    |    |    |

## 2007年8月
- 8月3日，「反貪腐倒扁總部」於2006年國慶日發動的天下圍攻集會，經台北地檢署偵查終結，依違反集會遊行法將施明德、沈智慧、郭素春、李新、李永萍、范可欽等16人提起公訴。[1]
- 8月3日，黃姓軍人去年6月遭酒駕情侶曾啟文、蘇瑞敏於台15線竹北段拖行致死案，新竹地方法院一審依共同殺人罪分別重判無期徒刑及有期徒刑14年。
- 8月7日，中央氣象局於清晨5時30分發布輕度颱風帕布的海上陸上颱風警報，陸上警戒區範圍為雲林以南、南投、東部、蘭嶼、綠島、澎湖。
- 8月8日，96年度指定科目考試放榜，錄取率達96.28%，再創歷史新高，但經加權後的最低錄取分數18.47分則創歷史新低。
- 8月8日，中央氣象局於上午11時30分發布輕度颱風梧提的海上陸上颱風警報，陸上警戒區範圍為新竹、苗栗、中部、南部、東部、蘭嶼、綠島。下午14時30分，中央氣象局解除輕度颱風帕布的海上颱風警報。
- 8月8日，經濟部常務次長侯和雄因涉及多起治水工程弊案遭南投地方法院裁定收押禁見，隨後遭行政院予以停職。
- 8月8日，旅美棒球選手王建民先發出戰多倫多藍鳥隊，僅主投2.2局被擊出9支安打，2次保送失8分，終場洋基以4:15不敵藍鳥，王建民吞下本季第六敗，也是大聯盟生涯先發局數最短及失分最多的比賽。
- 8月8日－8月18日在泰國曼谷的2007年夏季世界大學生運動會，相關成績請見這。
- 8月9日，輕度颱風梧提於上午9時自台東成功登陸，中央氣象局於上午11時30分將梧提颱風降為熱帶性低氣壓，解除颱風警報。
- 8月12日，2007年世界聽障游泳錦標賽在國立體育學院開幕，潘政在男子50公尺自由式中僅獲12名，另外，陳涓妮在女子100公尺蝶式比賽中，僅獲第四名，皆與金牌無緣，而里特維寧科（Ganna Lytvnenko）則在女子50公尺自由式中刷新女子聽障游泳選手的金氏世界紀錄。[2][3]
- 8月13日，梧提颱風所引進的旺盛西南氣流在中南部降下驚人雨量，屏東瑪家單日累積雨量超過1000公釐，超過30個測站達超大豪雨（350公釐）標準，各地淹水災情頻傳，多處交通中斷。
- 8月13日，前行政院長蘇貞昌表示，謝長廷已展現最大誠意與十足善意，加上黨內各方勸進聲音，他必須「以大局為重做出判斷」，才能達到讓本土政權勝選的目標。此項發言，已形同改變心意、接受謝的邀請，促成「長昌配」奇摩新聞
- 8月14日，台北市長特別費案經台北地方法院一審宣判，前台北市長馬英九獲判無罪，前市長室秘書余文依偽造文書罪判處有期徒刑1年2月。[4]
- 8月16日，臺北縣八里鄉開膛女裸屍命案，兇嫌闕姓計程車司機遭警方逮捕，作案原因疑似為財務糾紛。
- 8月16日，中央氣象局於晚間8時30分發布強烈颱風聖帕的海上陸上颱風警報。
- 8月17日，總統府副秘書長陳其邁證實陳水扁總統已經邀請葉菊蘭出任總統府秘書長，而葉菊蘭也已經點頭答應。預計20日就可以進行交接工作。[5]
- 8月18日，強烈颱風聖帕於清晨5時40分自花蓮秀姑巒溪口登陸台灣，並減弱為中度颱風，上午11時自濁水溪口出海。全國各縣市均停止上班上課，台灣高速鐵路亦首次因颱風來襲停駛。[6]
- 8月19日，中度颱風聖帕暴風圈脫離台灣本島，同時減弱為輕度颱風，本島陸上颱風警報於清晨5時30分解除。

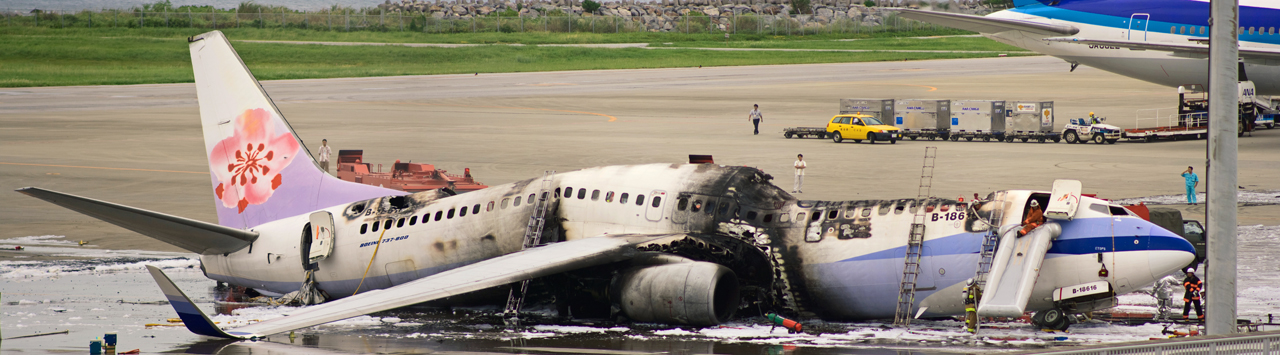
中華航空120號班機（波音737-800型客机）在沖繩縣那霸机场起火爆炸后，經過滅火之後所剩餘的殘骸。所幸机上无人员伤亡，但仍有一名地勤人员遭到波及而受伤，照片攝於2007年8月20日。

- 8月20日，自台北飛往那霸的中華航空120號班機在降落後起火燃燒並發生爆炸，機上157名乘客及8名機組員順利逃生，3人受傷。[7]
- 8月21日，總統陳水扁啟程出訪宏都拉斯、薩爾瓦多及尼加拉瓜，過境美國阿拉斯加州時以不下機方式表達對美國政府反對台灣入聯公投的不滿。
- 8月22日，台北市政府早上無預警宣布正式接管台北小巨蛋並派遣警力進駐，同時解除與東森巨蛋公司的委託管理關係，東森方面則稱台北市政府「非法侵入」，將尋求司法途徑解決。
- 8月24日，高雄捷運外勞弊案經高雄地方法院一審宣判，前總統府副秘書長陳哲男因罪證不足獲判無罪，華磐公司負責人嚴世華、王彩碧夫婦，依背信罪分別被判處有期徒刑三年六月和四年。
- 8月25日，中華職棒再傳簽賭打假球事件，先前經台南地檢署約談後責付的中信鯨隊球員曾漢州、紀俊麟遭球團解約，被供出涉案的鄭昌明、陳健偉、黃貴裕遭無限期禁賽。
- 8月27日，宏碁以7.1億美元收購美商捷威。[8]
- 8月29日，行政院核定《紀念日及節日實施辦法》修正案，將先總統蔣公誕辰紀念日及先總統蔣公逝世紀念日予以刪除。
- 8月29日，2007年亞洲青棒錦標賽冠軍戰，台灣以1:0力克南韓，史上第二次且連續兩次主辦均奪得冠軍榮銜。
- 8月30日，旅美棒球選手王建民先發出戰波士頓紅襪隊，主投7局僅被擊出一支安打無失分，率領洋基以5:0擊敗紅襪，獲得個人本季第16勝，在大聯盟勝投榜中並列領先。
- 8月30日，公平交易委員會以違反《公平交易法》為由，對同時漲價的統一、味全、光泉分別裁處新台幣450萬、350萬、350萬的鉅額罰金。
- 一名女子懷疑透過注射胎盤素而感染克雅二氏症。東森新聞（页面存档备份，存于）
- 8月31日，總統陳水扁正式提名現任司法院大法官賴英照、謝在全為新任司法院正副院長，林錫堯、葉俊榮、許志雄等八人為新任大法官。